# Colby Buzzell
(Colby Buzzell, Ammazzare il tempo in Iraq)
Colby Buzzell (California, 18 luglio 1976) è uno scrittore statunitense, reduce della Seconda guerra del Golfo.

## Biografia
Buzzell cresce a San Ramon ed entra nell'United States Army all'età di 26 anni.
Prima di entrare nell'esercito, egli descrive la sua vita segnata dall'alcol, dall'uso di droghe, da lavori a breve termine e da piccoli crimini, furti e risse.
Vedendo nell'esercito un'ancora di salvezza da una vita mediocre, decise di entrarvi come volontario.
Entrato nella fanteria, fu assegnato in Iraq, nella città di Mosul, all'11º battaglione di fanteria, in una brigata Stryker.
Dopo circa otto mesi di permanenza in medio oriente, dopo aver letto un articolo sul Time a proposito dei blog aperti da vari soldati impegnati in Iraq, Buzzell decide di scrivere il suo. Il primo post è datato 22 giugno 2004, firmato "CBFTW".
Il suo blog comincia a divenire molto noto dopo che alcuni giornalisti americani, vedono in Buzzell una fonte di notizie sulla guerra irachena meno "censurata" rispetto ai comunicati ufficiali dell'esercito.
Ciò dona una certa notorietà a Buzzell, che viene contattato da numerosi giornali, tra cui il Wall Street Journal, ed alcune radio.
L'improvvisa popolarità del blog attira le attenzioni delle alte sfere dell'esercito, che inizialmente sembrano tollerare il soldato-scrittore, imponendogli solo di limitare le informazioni sulle modalità d'ingaggio, sulle potenzialità delle armi e tutto ciò che potesse essere usato dai ribelli.
Con il passare del tempo le pressioni aumentarono inducendo Bozzell ad abbandonare il blog, non senza polemiche. Riuscì infatti a contattare Jello Biafra che inviò al suo blog un messaggio di sostegno.
Terminato il suo servizio nell'esercito, tornò negli Stati Uniti. Nel 2005 diede alle stampe My War / Ammazzare il tempo in Iraq che, riscosse un notevole successo.
Nel 2004, Buzzell fu designato dall'Esquire' "Best and Brightest" con il quale attualmente contribuisce. Nel 2007, Buzzell riceve il Lulu Blooker Prize del 2007 per My War: Killing Time in Iraq.
Nel 2008, Buzzell fu richiamato in servizio ma, scartato in seguito a causa del disturbo post traumatico da stress.

## Opere

### My War
Buzzell, riunendo alcuni post del suo blog, brani dei diari che teneva in Iraq e riflessioni successive, scrisse nel 2005 My War, noto in Italia con il titolo di Ammazzare il tempo in Iraq, ricevendo recensioni entusiaste da scrittori molto noti come Kurt Vonnegut e Robert Kurson.